# Helios Klinikum Krefeld

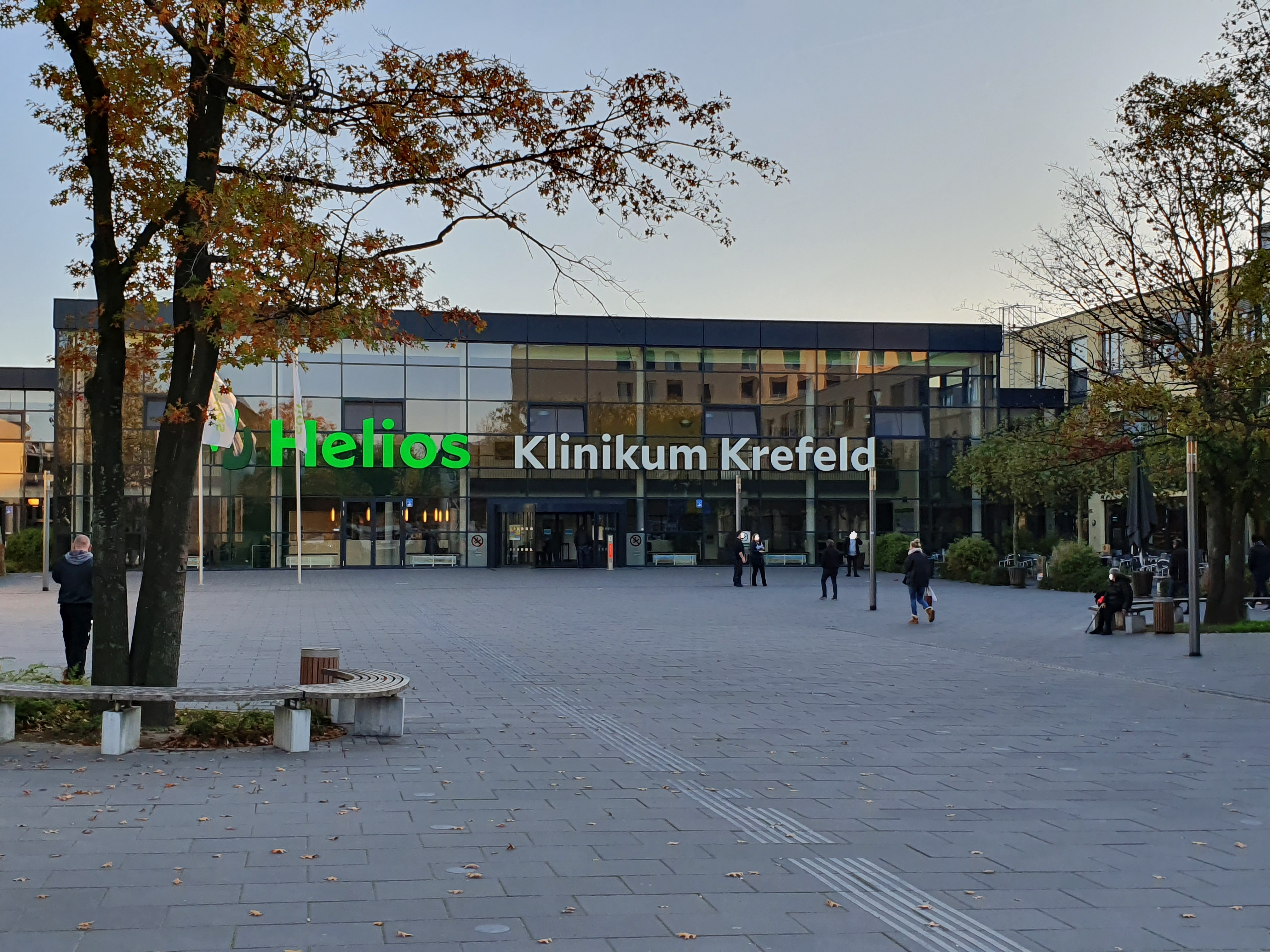
Helios Klinikum Krefeld. Vorplatz und Haupteingang zum Neubau (Haus EH)

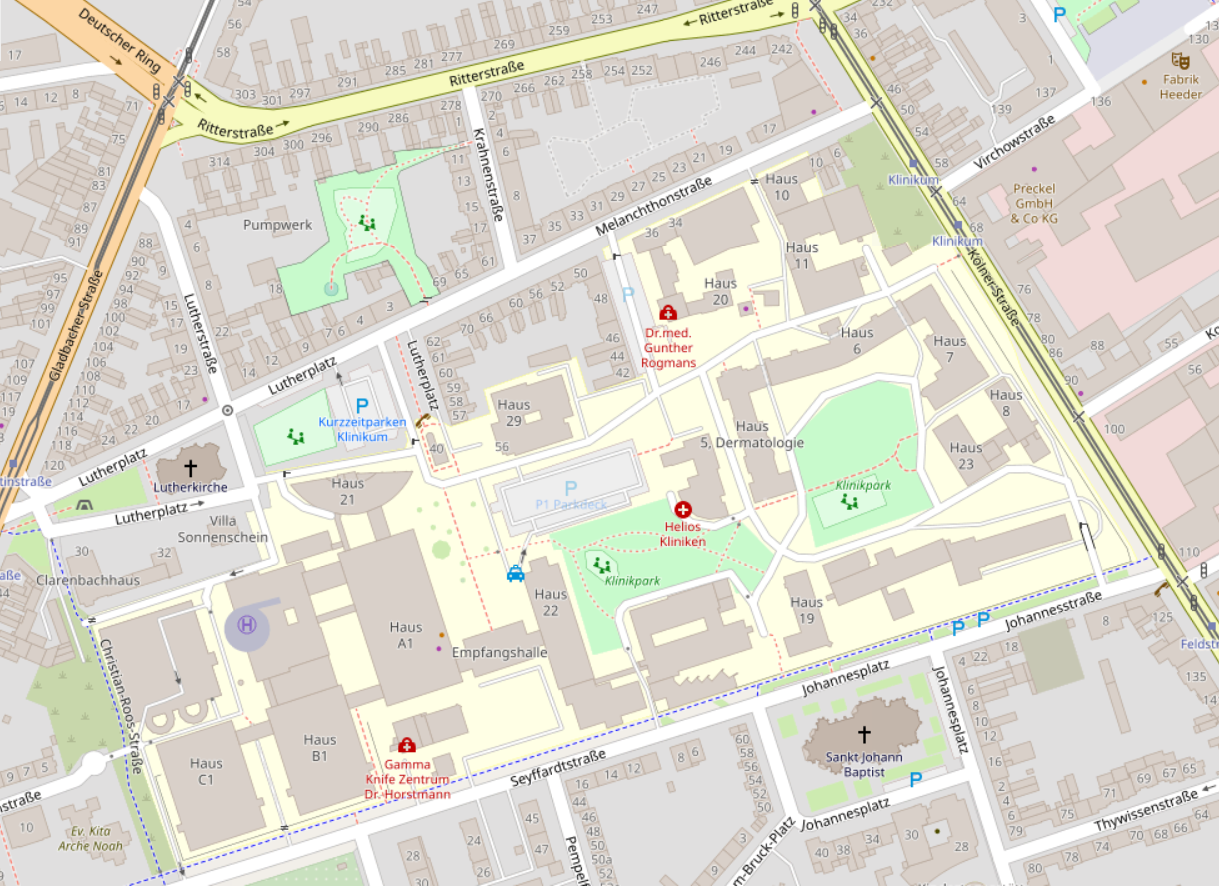
Karte/Lageplan Helios Klinikum Krefeld
(aus Openstreetmap, Zoom Level 17, Datenstand: 20191029 0926)

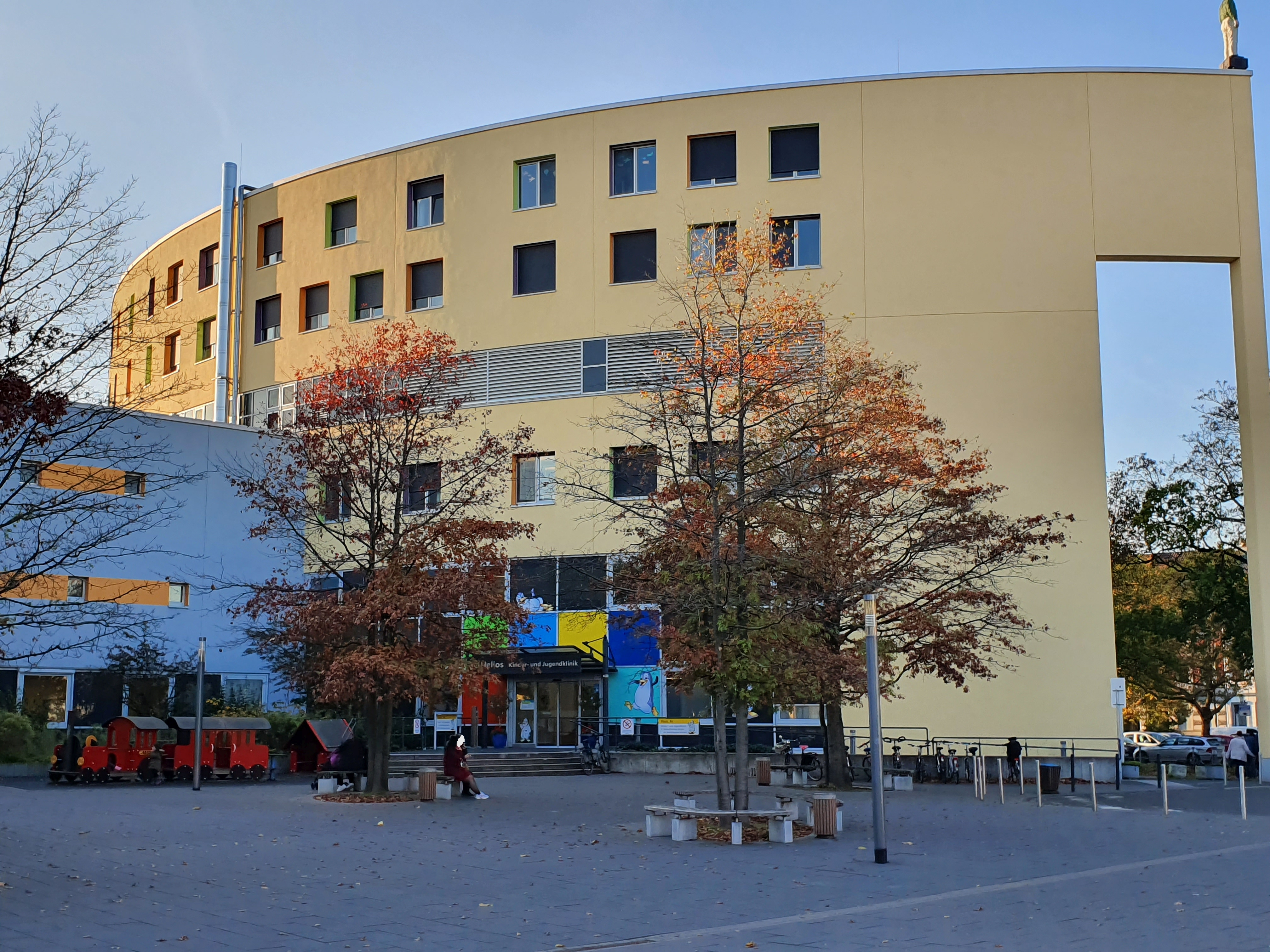
Helios Klinikum Krefeld. Haus A2 (Kinderklinik)

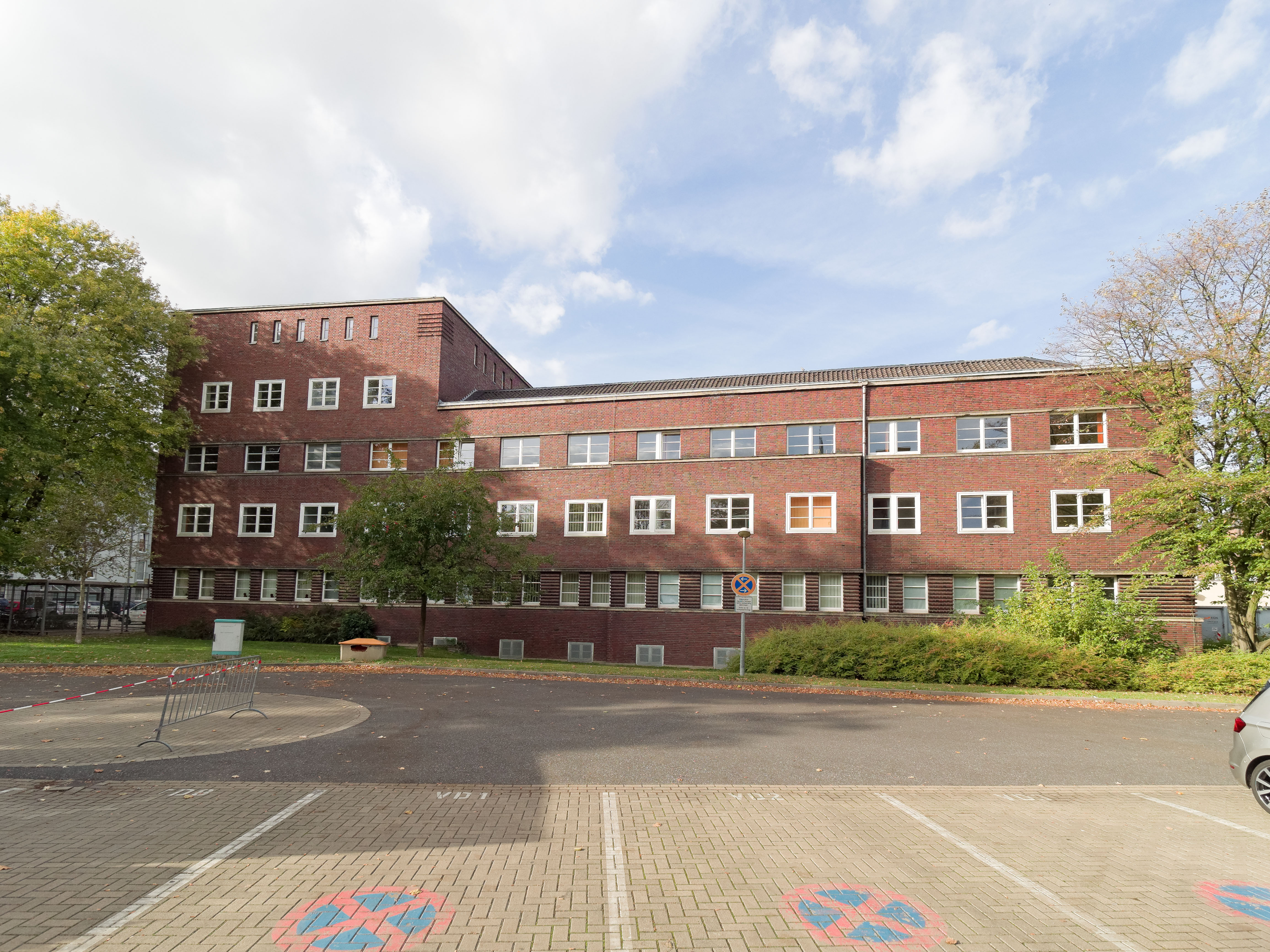
Helios-Klinikum Krefeld. Haus 20 (Klinikkapelle)

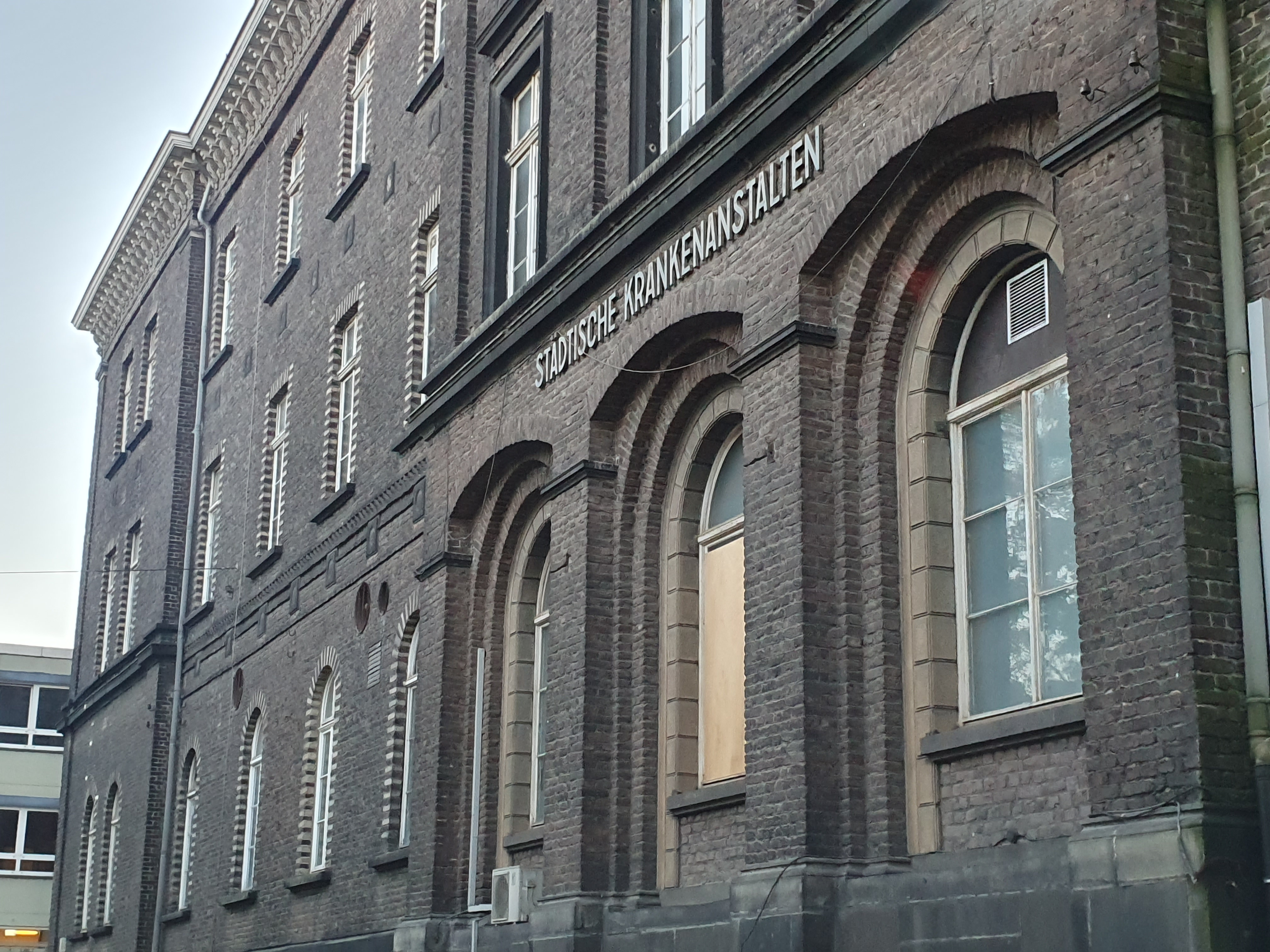
Helios Klinikum Krefeld. Haus 7 mit alter Bezeichnung Städtische Krankenanstalten

Das Helios Klinikum Krefeld ist ein Krankenhaus der Maximalversorgung am Lutherplatz 40 in Krefeld. Es zählt zu den Helios Kliniken.
Es ist ein Akademisches Lehrkrankenhaus der Rheinisch-Westfälischen Technischen Hochschule (RWTH) in Aachen.

## Geschichte
1828 hinterließ Anna de Greiff testamentarisch 5.000 Taler für den Bau eines allgemeinen Krankenhauses in Krefeld. Am 29. April 1845 erfolgte die Grundsteinlegung. 1847 oder 1848 erfolgte die Fertigstellung und Eröffnung mit 88 Planbetten. Cornelius de Greiff vermachte dem Städtischen Krankenhaus 120.000 Taler, mit welchen 1867 zwei Anbauten realisiert werden konnten. 1914 wurde die chirurgische Klinik errichtet, welche seit 1972 die Hautklinik beherbergte. Im gleichen Jahr eröffnete auf einem anderen Gelände als die Städtischen Kliniken ein Säuglingsheim mit Mütterberatung unter der Leitung des Kinderarztes Isidor Hirschfelder: dieses Säuglingsheim wurde im weiteren Verlauf die Kinderklinik.
Im Januar 1945 wurde das Hauptgebäude der Städtischen Kliniken Krefeld kriegsbedingt zerstört. 1958 wurde in den Städtischen Kliniken Krefeld die erste zentrale Anästhesieabteilung der Bundesrepublik Deutschland etabliert und von Manfred Körner bis 1985 chefärztlich geführt. Im Jahre 2005 wurde ein neues operatives Zentrum mit 18 Operationssälen für 34,5 Mio. € eröffnet.
Im Jahr 2007 wiesen die Städtischen Kliniken als Ergebnis der gewöhnlichen Geschäftstätigkeit einen Verlust in Höhe von ca. 15,8 Millionen EUR aus. Als Folge dieser wirtschaftlich ungünstigen Entwicklung beschloss der Rat der Stadt Krefeld im November 2007 den Verkauf von 74,9 Prozent der Anteile an den Städtischen Kliniken Krefeld GmbH an die Helios Kliniken GmbH: Bestandteil der Städtischen Kliniken Krefeld GmbH war neben dem Städtischen Klinikum in der Krefelder Innenstadt auch das bereits 1811 gegründete Cäcilien-Hospital in Krefeld-Hüls. Im Januar 2008 beschloss die Gesellschafterversammlung eine Änderung des Firmennamens von Städtische Krankenhäuser Krefeld gemeinnützige GmbH in Helios Klinikum Krefeld GmbH.
Nach der Übernahme im November 2007 entschied sich Helios für den Neubau großer Teile der Klinik: die bisher auf 30 Gebäude verteilten Einrichtungen wurden größtenteils im Neubau mit vier Hauptkomponenten (zwei Bettenhäuser, ein Zentralgebäude und ein Eingangsgebäude mit verbindender Magistrale) konzentriert. die gesamte Modernisierung kostete über 200 Millionen Euro. Die Eröffnung erfolgte nach fünfjähriger Bauzeit 2014.
Im Januar 2016 kam es zur irrtümlichen telefonischen Unterrichtung der Verwandten einer 78-jährigen Patientin, dass diese verstorben sei.
Mitte 2016 wurde im Rahmen eines Kooperationsprojektes zwischen der AOK Rheinland/Hamburg und dem Helios Klinikum Krefeld eine Spezialstation zur Beatmungsentwöhnung von Patienten, welche trotz Beatmungspflichtigkeit nicht intensivmedizinisch versorgt werden müssen, eröffnet.
Am 30. November 2017 floh ein Elternpaar mit seinem zwei Tage alten Baby aus der Klinik, nachdem das Jugendamt ihnen zuvor das Sorgerecht übernommen hatte.
Am 11. Juli 2019 besuchte die Parlamentarische Staatssekretärin im Bundesgesundheitsministerium Sabine Weiss die Station Lebensluft des Helios Klinikum Krefeld.

## Struktur (Einrichtungen, Abteilungen, Leistungsdaten)
2015 verfügte das Haus über 1023 Betten; 47.957 Patienten wurden vollstationär, 3.461 teilstationär und 65.955 Patienten ambulant behandelt.
2017 verfügte das Helios Klinikum Krefeld nach Angaben im Qualitätsbericht gemäß §136b Abs. 1 Satz 1 Nr. 3 SGB V über 1.193 Betten an beiden Standorten Krefeld-Innenstadt und Krefeld-Hüls: in diesen wurden 56.030 Fälle vollstationär, 2.824 Fälle teilstationär und 81.597 Fälle ambulant behandelt.
Nach dem Krankenhausplan des Landes Nordrhein-Westfalen hat das Helios Klinikum Krefeld 2 Betriebsstätten: das Helios Klinikum Krefeld in Krefeld selbst (südliche Krefelder Innenstadt) und das Helios Cäcilien Hospital in Krefeld-Hüls mit folgenden Kliniken, Abteilungen und Zentren (Ergänzungen nach Angaben des Klinikbetreibers):
- Anästhesie
- Apotheke
- Augenheilkunde
- Blutbank und Transfusionsmedizin
- Chirurgie
  - Allgemeinchirurgie
  - Gefäßchirurgie
  - Handchirurgie
  - Herzchirurgie
  - Kinderchirurgie
  - Kinderorthopädie
  - Orthopädie
  - Plastische Chirurgie
  - Thoraxchirurgie
  - Unfallchirurgie
  - Viszeralchirurgie
- Ergotherapie
- Frauenheilkunde (Gynäkologie) und Geburtshilfe
  - Brustkrebszentrum[41]
  - Gynäkologisches Krebszentrum[42]
  - Perinatalzentrum Level 1
- Geriatrie (Altersmedizin)
- HNO
  - Kopf-Hals-Tumorzentrum[43]
  - Phoniatrie und Pädaudiologie
- Haut- und Geschlechtskrankheiten (Dermatologie und Venerologie)

- - Hautkrebszentrum
- Hygiene
- Innere Medizin
  - Angiologie
  - Diabetologie
  - Dialyse und Apherese
  - Endokrinologie
  - Gastroenterologie und Hepatologie
  - Hämatologie
  - Hypertoniezentrum (Bluthochdruck)
  - Infektiologie
  - Kardiologie
    - Rhythmologie

  - Nephrologie
  - Onkologie (internistisch)
  - Pneumologie
    - Spezialstation Lebensluft zur Beatmungsentwöhnung von langzeitbeatmeten Patienten[44][45][46][47][48]

  - Rheumatologie
- Intensivmedizin
  - Internistische Intensivmedizin
  - Operative Intensivmedizin
- Kinderheilkunde
  - Kinderdiabetologie
  - Kinderendokrinologie
  - Kindergastroenterologie und Kinderhepatologie
  - Kinderimmunologie
  - Kinderkardiologie
  - Kinderintensivmedizin
  - Kindernephrologie
  - Kinderonkologiezentrum
  - Kinderrheumatologie
  - Neonatologie mit Perinatalzentrum (PNZ) Level 1
  - Sozialpädiatrisches Zentrum (SPZ)
- Labormedizin
- Logopädie
- Neurochirurgie
  - Wirbelsäulenchirurgie
- Neurologie
  - Schlaganfallzentrum (stroke unit)
- Notfallmedizin und Notfallzentrum
- Nuklearmedizin – therapeutisch und diagnostisch
- Palliativmedizin
- Physiotherapie
- Schmerzklinik
- Radiologie
  - Interventionelle Radiologie
  - Kinderradiologie[49]
  - Neuroradiologie
- Strahlentherapie
- Urologie
  - Kinderurologie

Im Rahmen der oben genannten Einrichtungen hat die Deutsche Krebsgesellschaft folgende Krebszentren ausgewiesen:
- Lungenkrebs

- Harnblasenkrebs

- Nierenkrebs

- Hodenkrebs und Peniskrebs

- Krebserkrankungen des Blutes (hämatologische Neoplasien) einschließlich Leukämien und Lymphomen

- Speiseröhrenkrebs

- Kopf-Hals-Tumore

- Hautkrebs

- Darmkrebs

- Gynäkologische Krebserkrankungen (Gebärmutterhalskrebs, Gebärmutterkrebs, Eierstockkrebs)

## Persönlichkeiten in Verbindung mit dem Helios Klinikum Krefeld
- Dieter Bach (* 1959) Direktor der Klinik für Nephrologie, Diabetologie und Rheumatologie 1999 bis 2013, ärztlicher Direktor der Städtischen Kliniken Krefeld 2005 bis 2007
- Jörg Baltzer (* 1941) Arzt. Direktor der Klinik für Frauenheilkunde 1989 bis 2006
- Michael Friedrich (* 1966) Arzt. Direktor der Klinik für Frauenheilkunde ab 2006
- Anna de Greiff Industrielle. Stifterin bzw. Gründerin der Städtischen Krankenanstalten
- Cornelius de Greiff (* 1781; † 1863) Industrieller. Spender für die städtischen Krankenanstalten
- Klaus-Dieter Grosser (* 1933; † 2016) Arzt. Direktor der Medizinischen Klinik 1 (Kardiologie) 1977 bis 1999
- Isidor Hirschfelder (* 1878; † 1941) Arzt. Begründer der Kinderklinik.[51]
- Heinar Kipphardt (* 1922; † 1982) Schriftsteller. Assistenzarzt in der Inneren Medizin Ende der 1940er Jahre
- Paul-Georg Knapstein (* 1938) Arzt. Direktor der Klinik für Frauenheilkunde bis 1989
- Franz Rabe (* 1929; † 1996). Arzt. Direktor der Klinik für Neurologie 1980 bis 1994.
- Hans-Wolfgang Schega (* 1915; † 2005) Arzt. Direktor der Chirurgischen Klinik 1961 bis 1980
- Julius Stockhausen (* 1851; † 1920) Industrieller. Verkaufte das Klinikgelände an die Stadt Krefeld
- Hans-Rudolf Wiedemann (* 1915; † 2006) Direktor der Kinderklinik bis 1961